# Исадор Кориат
Исадор Хенри Кориат (на английски: Isador Henry Coriat) е американски психиатър и невролог. Той е един от първите американски психоаналитици.

## Биография
Роден е на 10 декември 1875 година във Филаделфия, САЩ, в семейството на Хирам Кориат и Клара (по баща Айнщайн). Той е от мароканско-испански произход, от страна на баща си, и от германски, от страна на майка си. Израства в Бостън и влиза в Медицинското училище Тафтс, завършвайки го през 1900 г.
Исадор Кориат е един от основателите на Бостънското психоаналитично общество, първи секретар през 1914 г. и президент между 1930 – 1932 г. Той е единственият фройдистки аналитик в Бостън по време на периода след смъртта на Пътнам.
Кориат работи със свещеника Елууд Уорчестър, служи като медицински експерт на движението Емануел и е съавтор на Religion and medicine; the moral control of nervous disorders („Религия и медицина; моралния контрол на нервните разстройства“).
Оженва се за Ета Дан през 1910 г. Умира на 26 май 1943 г. в Бостън на 67-годишна възраст след кратко боледуване.

## Избрани творби
- Abnormal psychology. New York, Moffat, Yard, 1910
- The hysteria of Lady Macbeth. New York, Moffat, Yard and company, 1912
- The meaning of dreams. Boston, Little, Brown, and company, 1915
- Repressed emotions. New York, Brentano's 1920
- Religion and medicine; the moral control of nervous disorders. By Elwood Worcester, Samual McComb [and] Isador M. Coriat. New York, Moffat, Yard & company, 1908
- Stammering, a psychoanalytic interpretation. N.Y.: 1928
- What is psychoanalysis?. New York: Moffat, Yard & Co., 1917
- Sex and Hunger. Psychoanal Rev 8, 375 – 381 (1921) link
- The Sadism in Oscar Wilde's „Salome“. Psychoanal Rev 1, 257 – 259 (1914) link
- Humor and hypomania. Psychiatric Quarterly 13, 4, s. 681 – 688 (1939) DOI:10.1007/BF01571533